# David Theo Goldberg
David Theo Goldberg (8. januar 1952) je zaslužni profesor Univerze v Kaliforniji Irvine, filozof, raziskovalec, predstojnik humanitarno-raziskovalnega inštituta (UCHRI – University of California Hamnities Research Institut), publicist in kritik. Vodilna področja njegovega raziskovanja so rasne ter druge družbene teorije, rasizem, etika, antropologija, mediji in digitalna humanistika ter  izzivi izobraževalnih sistemov v digitalni dobi.  

## Življenjepis
Odraščal je v Južni Afriki. Rodil se je 8. januarja leta 1952 v Cape Townu, kjer je v času njegovega otroštva veljal sistem rasnega razlikovanja apartheid. Ta je bil temelj politične ter socialnoekonomske ureditve, ki je močno omejevala pravice večinskega temnopoltega prebivalstva. Vzgojen je bil v beli privilegirani družini, ki je imela tako kot drugi beli Južnoafričani doma temnopolte služabnike. Črnsko prebivalstvo se je naseljevalo na  obrobju mesta v raznih barakarskih, marginalnih naseljih, ki so še poglabljala neenakost in revščino.
Diplomiral je iz prava, politike in ekonomije na Univerzi v Cape Townu. Po diplomi je imel eno leto premora, da bi sledil še eni življenjski strasti – surfanju. Kasneje se je vrnil nazaj v Cape Town, kjer je pridobil še dve diplomi na področju filozofije. Po zaključku je odšel v  Evropo,  kjer je nameraval dokončati doktorat, a je nato med več ponudbami univerz izbral  Univerzo v New Yorku (NYU – New York University), kjer je leta 1985 tudi doktoriral. 
Preizkusil se je tudi na področju filma in skupaj s svojim dobrim prijateljem Michaelom Oblowitzem režiral nagrajeni kratki dokumentarni film o Južni Afriki, The Is-land (1981). Film je finančno podprla južnoafriška aparheidska vlada z namenom spodbujanja tujih naložb v Južni Afriki. Na koncu so film razrezali in uporabili nekaj posnetkov kot način dekonstrukcije argumenta, ki se je pojavljal, da črno-beli ljudje živijo srečno skupaj v Južni Afriki. Na podlagi uspeha filma so zbrali denar in ustanovili majhno filmsko podjetje Metafilms. Ustvarjal je tudi različne glasbene videe, vključno s pesmijo Kurtisa Blowa »Basketball«, z zgodnjo rap pesmijo, ki jo je predvajal MTV. 
Goldberg je bil v obdobju od leta 1990 do 2000 direktor in profesor na šoli za pravosodne študije na državni univerzi v Arizoni. Julija leta 2000 pa je prevzel vodenje humanističnega raziskovalnega inštituta Univerze v Kaliforniji Irvine (UCHRI), raziskovalne ustanove za humanistične vede in teoretične raziskave Univerze v Kaliforniji. Na kalifornijski univerzi je tudi zaslužni profesor primerjalne književnosti in profesor kriminologije, prava in družbe ter član inštituta UCI – Critical Theory Institute.  
Tudi zaradi njegovega izvora ostaja raziskovanje rasnih  teorij in pojav rasizma  za Goldberga osrednja tema, zato je želel, da raziskovanje dobi bolj globalno perspektivo. S pomočjo svojega širokega nabora stikov je želel razširiti delovanje inštituta UCHRI in mu dati mednarodni obraz,  ter  preseči standardne evropske povezave z vključitvijo  Azije, Afrike in Latinske Amerike v polje raziskovanja. Med svojim mandatom je Goldberg zagotovil več kot 100 milijonov dolarjev financiranja za UCHRI z donacijami različnih dobrodelnih organizacij ter izvedel različne programe. 
Goldberg je tako leta 2002 začel s poletnim programom v Irvinu, pri čemer je sodeloval s priznanimi strokovnjaki na univerzi  in v državi. Poletna šola v Južni Afriki leta 2014, imenovana Archives of the Non-Racial, je vključevala dvotedensko avtobusno potovanje po glavnih krajih boja proti apartheidu. Pot se je začela v Johannesburgu in nadaljevala v Svaziju, kjer je bilo središče boja Afriškega nacionalnega kongresa (ANC – African National Congress), ki se mu je pridružil Nelson Mandela, ikona črnskega boja proti apartheidu. Nadaljevala se je navzdol do Durbana, kjer so leta 1973 potekale delavske stavke, do Mandelinega pokopališča, kjer je zdaj pisateljsko zatočišče, skozi Port Elizabeth in vse do Cape Towna. 

## Raziskave in projekti
David Theo Goldberg je vodilni strokovnjak za kritično rasno teorijo, o kateri predava na univerzah po vsem svetu. Goldbergovo obsežno raziskovalno delo obsega vprašanja politične teorije, rase in rasizma, etike, prava in družbe, kritične teorije, kulturnih študij in vse bolj digitalne humanistike. 
Ustanovil je Tehnološki svet za humanistiko, umetnost in družbene vede Univerze v Kaliforniji (UC- University California), sistemski odbor, ki je poročal uradu predsednika UC. Deluje tudi v odboru za celotno univerzo UC, ki nadzoruje upravljanje raziskovalnih informacij in podatkov (vključno s knjižnicami in digitalnimi knjižnicami) za univerzitetni sistem. 
Skupaj s Cathy Davidson z Univerze Duke je ustanovil platformo Humanities, Arts, Science and Technology Advanced Collaboratory – HASTAC. Služila je pospeševanju partnerstev med humanističnimi znanostmi, umetnostjo, družbenimi znanostmi in tehnologijo. Namen te platforme je tudi povečanje interesov superračunalnikov za pospeševanje raziskav, poučevanja in ozaveščanja javnosti, ki s podeljevanjem štipendij podpira tudi več mladih raziskovalcev. 
Davidson in Goldberg sta objavila tudi več esejev, ki spodbujajo kreativno in dinamično uporabo digitalnih tehnologij za napredek pri raziskovanju, poučevanju in učenju v humanistiki, umetnosti in družboslovju. Skupaj vodita HASTAC-MacArthur Digital Media and Learning Competition, letno mednarodno tekmovanje, ki podeli do 2 milijona dolarjev na leto za spodbujanje transformativnih učnih praks z uporabo digitalne tehnologije. Poleg tega je izvršni direktor aplikacije Digitaln Media and Learning Hub.

## Goldberg in Slovenci
Goldberg ima nekaj podobnih razmišljanj kot slovenski filozof Tomaž Grušovnik, kot na primer etika in filozofija današnje vzgoje in izobraževanja. Prav tako kot Janez Juhant, Edvard Kovač, Borut Ošlaj se ukvarja tudi s filozofsko antropologijo.
V Sloveniji se z rasizmom ne soočamo kaj pogosto, zato pri nas ni filozofa, ki bi se s to tematiko ukvarjal tako temeljito kot Goldberg.
Raziskave iz njegovih del so vključene tudi v nekatera dela slovenskih raziskovalcev kot so: 
- Mrak, U. In Rifel, T. Onkraj klasične šolske ustanove. Ljubljana: Inštitut za raziskovanje in evalvacijo šolstva. 2015. (COBISS)
- Srečanje ob 50-letnici Slovenskega sociološkega društva. Sociologija med produkcijo vednostiin so-oblikovanjem družbe. Ljubljana: Slovensko sociološko društvo. 2015. (COBISS)
- Globokar, R.  Vzgojni izzivi šole v digitalni dobi. Ljubljana: Teološka fakulteta. 2019.  (COBISS)

## Dela
V njegovih delih so izpostavljeni splošni problemi, ki se pojavljajo v preteklosti, v današnjih dneh ali pa nam sledijo v prihodnosti. Dela se med seboj po tematiki razlikujejo, saj želijo vključiti različna problematična področja tega sveta. 
Velja za prvega urednika revije Social Identities: Journal for the Study of Race, Nation and Culture. 

### Izbrana dela
- Goldberg, D. T. Ethical Theory and Social Issues: Historical Texts and Contemporary Readings. Holt, Rinehart and Winston. 1989.
- Goldberg, D. T. Anatomy of Racism. University of Minnesotta Press. 1990.
- Goldberg, D. T.  Jewish Identity. Temple University Press. 1993.
- Goldberg, D. T. Racist Culture: Philosophy and the Politics of Meaning. Blackwell. 1993.  (COBISS)
- Goldberg, D. T. Multiculturalism: A Critical Reader. Blackwell. 1995. (COBISS)
- Goldberg, D. T. Racial Subjects: Writing on Race in America. Routledge. 1997. (COBISS)
- Goldberg, D. T. Between Law and Culture: Relocating Legal Studies. University of Minnesota Press. 2001. (COBISS)
- Goldberg, D. T. Race Critical Theories. Wiley-Blackwell. 2001.
- Goldberg, D. T. A Companion to Racial and Ethnic Studies. Wiley-Blackwell. 2002.  (COBISS)
- Goldberg, D. T. Relocating Postcolonialism. Wiley-Blackwell. 2002. (COBISS)
- Goldberg, D. T. The Racial State. Blackwell. 2002. (COBISS)
- Goldberg, D. T. A Companion to Gender Studies. Blackwell. 2005. (COBISS)
- Goldberg, D. T. The Threat of Race: Reflections on Racial Neoliberalism. Wiley-Blackwell. 2008.
- Goldberg, D. T. in Davidson, C. N. The Future of Learning Institutions in a Digital Age. The MIT Press. 2009. (COBISS)
- Goldberg, D. T. in Davidson, C. N. The Future of Thinking: Learning Institutions In A Digital Age. The MIT Press. 2010.
- Goldberg, D. T. Sites of Race. Polity. 2014.
- Goldberg, D. T. Are We All Postracial Yet?. Polity. 2015.